# Nicola Amoruso
Nicola Amoruso (Cerignola, Itália, 29 de Agosto de 1974) é um ex-futebolista italiano que jogava como atacante.

## Seleção
Ele representou a Seleção Italiana de Futebol nas Olimpíadas de 1996.